# Фумери (Ђенова)
Фумери је насеље у Италији у округу Ђенова, региону Лигурија.
Према процени из 2011. у насељу је живело 309 становника. Насеље се налази на надморској висини од 369 м.